# Ден на Ботев и на загиналите за свободата и независимостта на България
Денят на Ботев и на загиналите за свободата и независимостта на България се отбелязва ежегодно в България на 2 юни по повод смъртта на Христо Ботев. Отбелязва се на тази дата, въпреки че фактическата дата на смъртта на Христо Ботев е 1 юни. На този ден се почитат и всички загинали във въстания и войни за свободата и независимостта на страната.
За първи път денят се отбелязва във Враца и Пловдив през 1884 г. Официално се отбелязва от 1901 г., когато на връх Вола денят е почетен в присъствието на все още живи Ботеви четници.
От 1948 г., когато се навършват 100 години от рождението на Ботев, за отбелязването на празника се използват сирените за гражданска защита, които вият в продължение на 1 минута точно в 12:00 на обяд и са сигнал за спазване на едноминутно мълчание в цялата страна. Няма документ, който да свидетелства чие е решението за използването на сирените по този повод – на правителството или на парламента. Дотогава сирените са използвани като предупреждение за бомбардировките през Втората световна война. Сирената на 2 юни е с непрекъснат звук, различен от утвърдените сигнали за ранно предупреждение на населението.

## Официално наименование
Дататa официално се нарича:
- Ден на Ботев и на загиналите в борбата против турското робство, капитализма и фашизма и в Отечествената война – от 1953 до 1988 г.
- Ден на Ботев и на загиналите за национално и социално освобождение на България – от 1988 до 1990 г.
- Ден на Ботев и на загиналите за свободата на България – от 1991 до 1993 г.
- Ден на Ботев и на загиналите за свободата и независимостта на България – обявен с решение на Министерския съвет от 31 май 1993 г.

## Други
На 2-ри юни е наречена улица в квартал „Суходол“ в София (Карта).